# Східномінська мова
Східномінська мова (діалект), або мінь-дун, — діалект китайської мови, фактично самостійна мова, поширена у східній частині провінції Фуцзянь (КНР) поблизу міст Фучжоу і Нінде.

Стандартною формою Східномінської мови вважається фучжоуський піддіалект. 

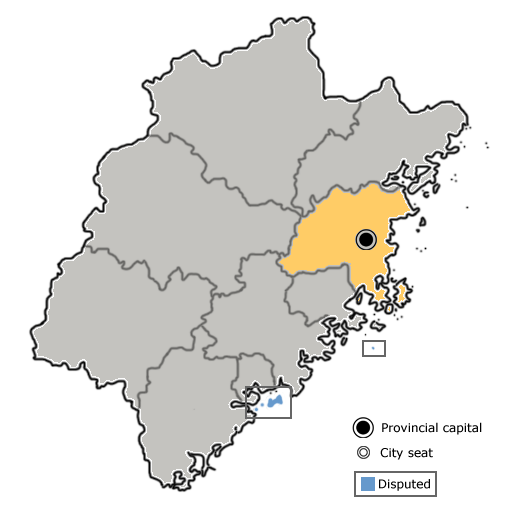
Фучжоу — центр поширення східномінського діалекту